# بلگرید (نبراسکا)
بلگرید(به انگلیسی: Belgrade) شهری در ایالت نبراسکا کشور ایالات متحده آمریکا است که جمعیت آن در سرشماری سال ۲۰۱۰ میلادی، ۱۲۶ نفر بوده‌است.